# Liste des variantes d'Ubuntu

Logo de Kubuntu, variante d'Ubuntu utilisant l'environnement KDE.

Plusieurs projets logiciels sont dérivés de Ubuntu. Ubuntu incluant par défaut l'environnement GNOME, des projets sont apparus pour offrir la possibilité d’installer d’autres environnements de bureau. De même, d’autres variantes ne sont que le résultat d'un ajout de logiciels et dont le but est de convenir pour une utilisation particulière. Ces projets sont des distributions dérivées de Ubuntu, car ils partagent exactement la même base, les mêmes logiciels essentiels, les mêmes dépôts APT, le même nom de code et souvent le même cycle de développement.

## Variantes
Ubuntu est le nom de la distribution d'origine, utilisant par défaut l’environnement graphique GNOME. C’est la base de travail de plusieurs variantes qui diffèrent principalement dans leur configuration à l’installation.
Les noms des variantes sont généralement des mots-valises composés à partir du mot Ubuntu.

### Variantes de plateforme
Certaines variantes sont prévues pour différentes architectures matérielles, mais des refontes logicielles importantes peuvent en découler.
La version de base (Ubuntu Desktop) est destinée aux ordinateurs de bureau, portables et serveurs. Les architectures supportées officiellement sont :
- x86, pour les compatibles PC à processeurs 32 bits ;
- AMD64, pour les compatibles PC à processeurs 64 bits ;
- SPARC pour les serveurs Sun.

D'autres architectures sont supportées par des communautés indépendantes :
- PPC, pour les Macintoshs et certains serveurs d’IBM (maintenu par la communauté, support abandonné par Canonical) ;
- IA-64, pour certains serveurs ;
- PlayStation 3†.

Deux versions d'Ubuntu sont adaptées pour les appareils de petites dimension :
- Ubuntu Mobile, version en projet pour les appareils mobiles (PDA, smartphone et autres) ;
- Ubuntu Netbook Edition, une variante optimisée pour les netbooks basés sur le processeur Intel Atom ;
- Ubuntu pour Android, un firmware se rajoutant au système d'exploitation Android[1].

### Variantes serveur

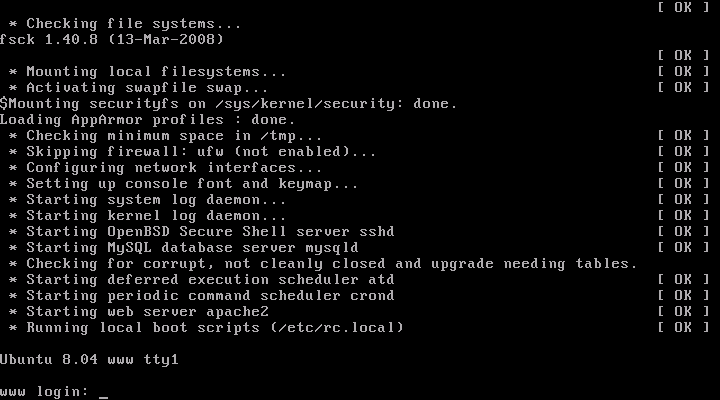
Écran d’identification d’Ubuntu Server 8.04 LTS

Bien que peu connue du grand public, une variante serveur existe. Ubuntu Server permet une installation rapide de LAMP sur toute machine basée sur l'architecture x86, AMD64 ou UltraSPARC T1. La principale différence entre Ubuntu Server et Ubuntu ou Kubuntu est la sélection de paquets préinstallés. Le nombre réduit de logiciels installés favorise la sécurité du serveur et réduit la charge processeur ainsi que l'occupations mémoire vive et stockage sur celui-ci. L'installation et la gestion de ce serveur se font en mode texte (ligne de commande). Malgré tout, tous les logiciels se trouvant dans les versions graphiques d'Ubuntu sont disponibles. Il est donc possible, même si ce n'est pas conseillé pour un serveur, d’installer un environnement graphique complet tel que GNOME, KDE, ou XFCE ce dernier étant le plus frugal des trois.
Une nouvelle variante nommée Ubuntu Server Edition JeOS a vu le jour le 15 novembre 2007. Elle est surtout destinée à la virtualisation.

### Variantes d'environnements graphiques

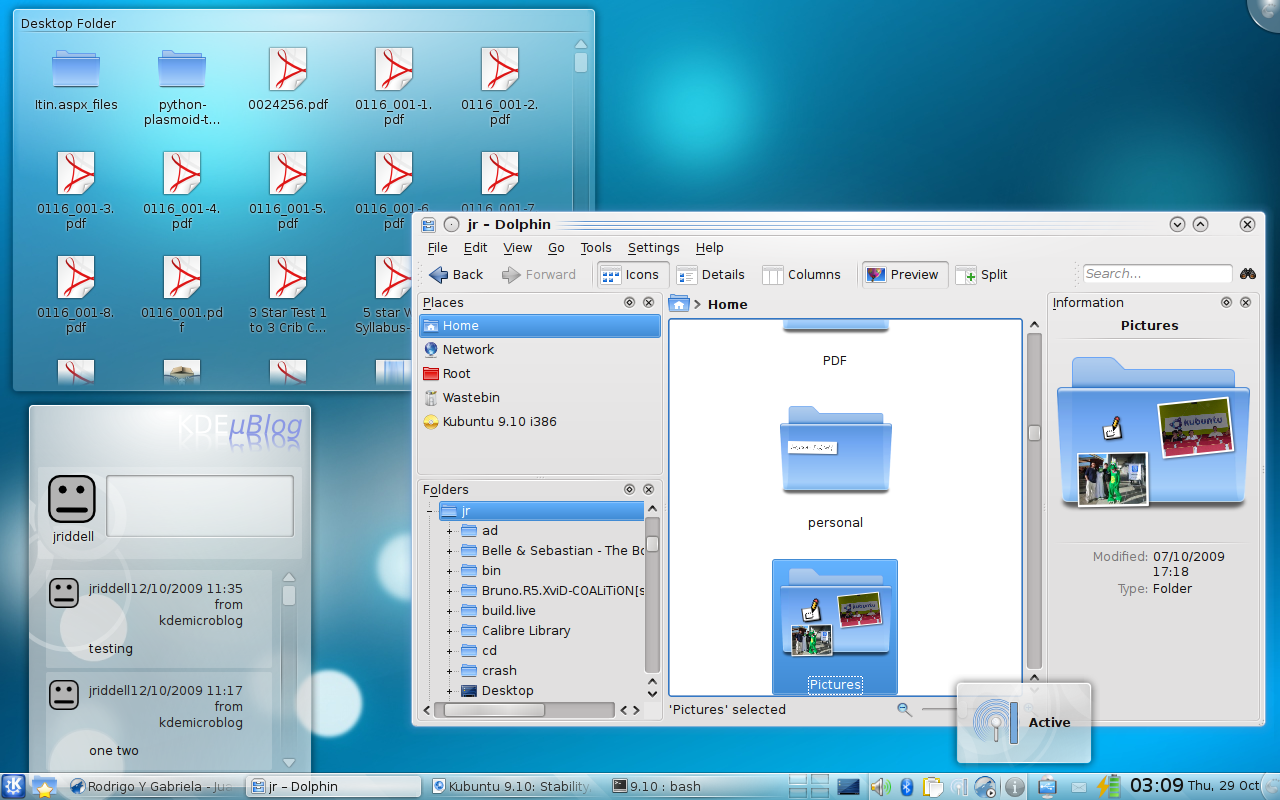
Kubuntu 9.10 Karmic Koala

Certaines variantes sont adaptées à un autre environnement graphique, ce qui influence le choix des logiciels préinstallés.
Cinq variantes reconnues par Canonical :
- Kubuntu, basée sur KDE ;
- Ubuntu MATE, basée sur MATE ;
- Xubuntu, basée sur Xfce ;
- Lubuntu, basée sur LXQt[4] ;
- Ubuntu Budgie, basée sur Budgie Desktop.

Autres variantes :
- Cubuntu, combinant MATE, Cinnamon et Unity ;
- EasyPeasy, spécifiquement adaptée aux netbooks ;
- Fluxbuntu, basée sur Fluxbox ;
- OpenGEU, combinant Enlightenment et GNOME ;
- U-lite, basée sur LXDE;
- UbuntuDDE, basée sur DDE[5].

### Variantes d'usage

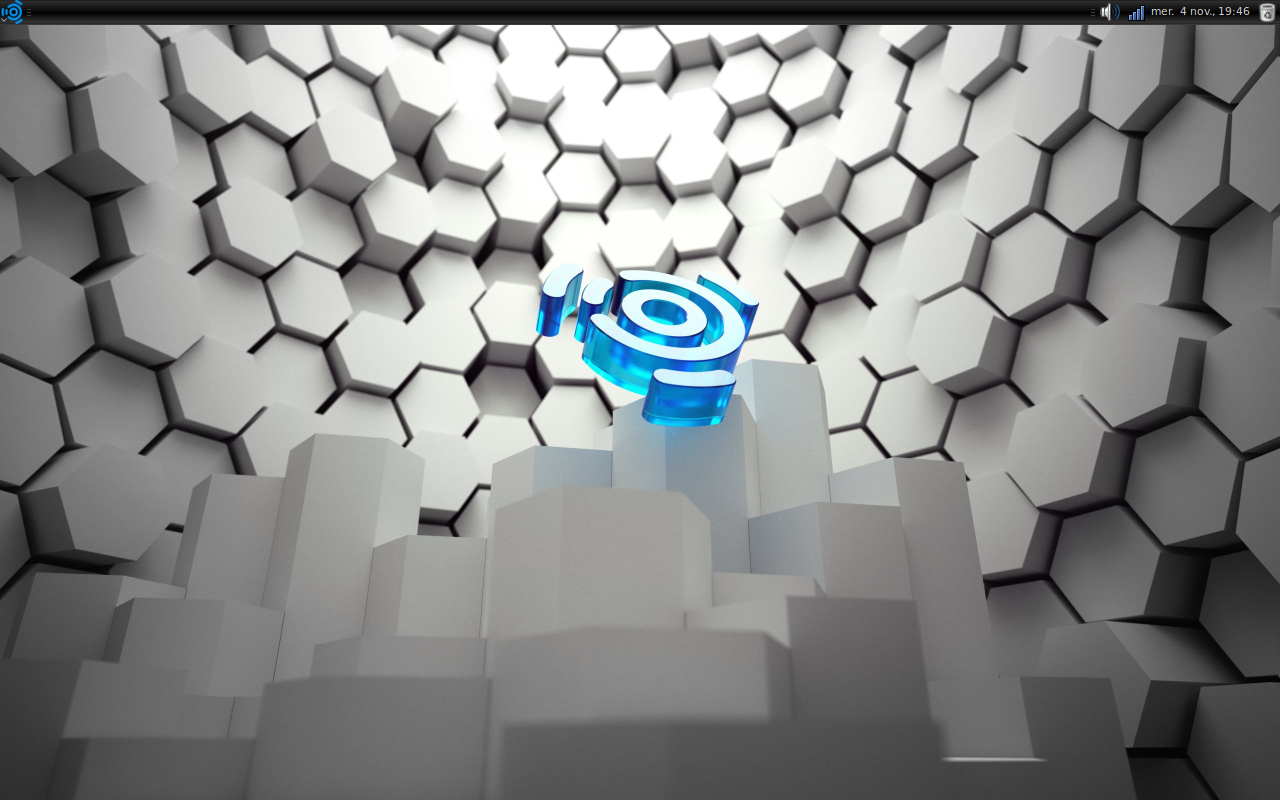
Ubuntu Studio 9.10

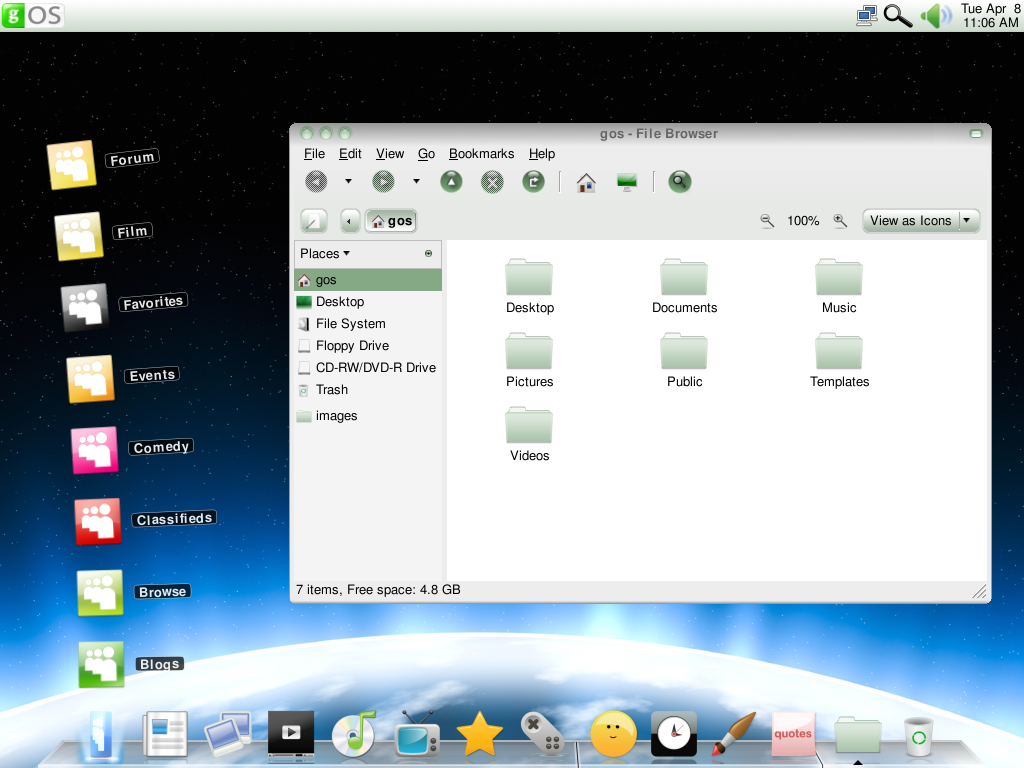
gOS 2.9

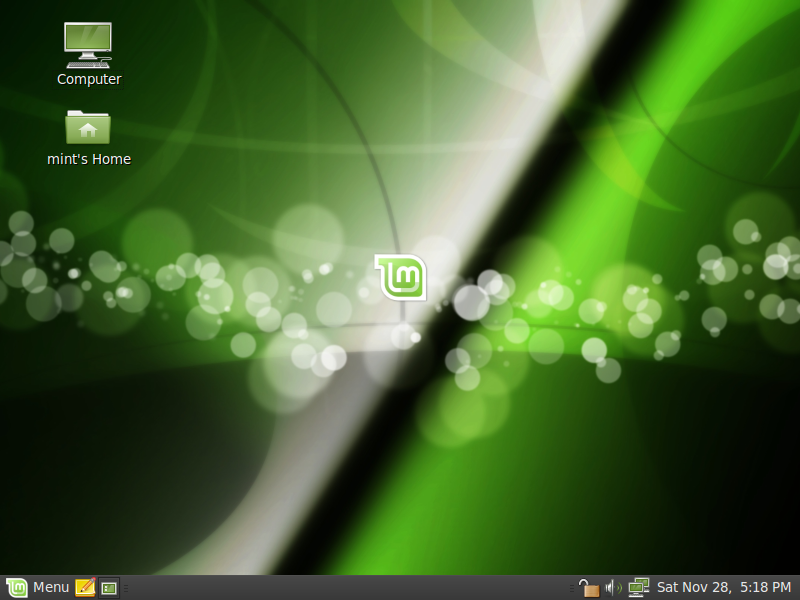
Linux Mint 8 Helena

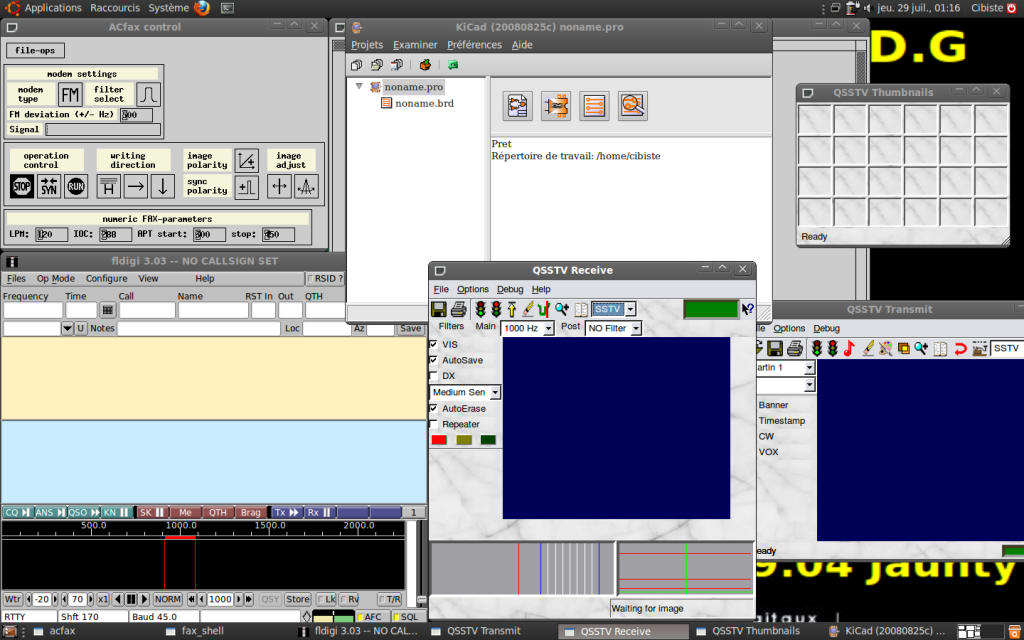
FDGnuX pour Amateur Radio

Ces variantes sont optimisées par défaut pour un usage spécifique. Elles sont majoritairement compatibles avec un changement d’environnement graphique, mais parfois aux dépens de certaines fonctionnalités.
Il existe trois variantes reconnues par Canonical :
- Edubuntu, destinée aux milieux éducatifs ;
- Ubuntu Studio, orientée production multimédia ;
- Mythbuntu, orientée centre multimédia.

De nombreuses variantes non officielles existent, certaines fonctionnent en collaboration avec le projet Ubuntu : 
- Emmabuntüs, conçue pour le reconditionnement d'ordinateurs donnés aux Communautés Emmaüs ;
- Eole, destinée à être facilement déployée au sein de l’administration française ;
- GendBuntu, adaptée aux besoins de la Gendarmerie nationale française ;
- gOS, orientée Web 2.0 ;
- Linux Mint, inclut par défaut de nombreux éléments non libres, notamment pour faciliter l’usage internet et multimédia ;
- nUbuntu, orientée tests serveurs et réseaux ;
- Ubuntu-cdprof, destinée aux enseignants français ;
- Ulteo, orientée bureaux virtuels ;
- XBMC Live, orientée centre multimédia ;
- xPUD, limitée aux fonctions basiques ;
- FDGNuX (2010-2011[6]), orientée amateur radio (radioamateur, cibiste, radioécouteur)[7] ;
- Super OS, conçu pour faciliter l’usage out of the box ;
- Goobuntu est une variante utilisée en interne par certains employés de Google.

### Variantes éthiques

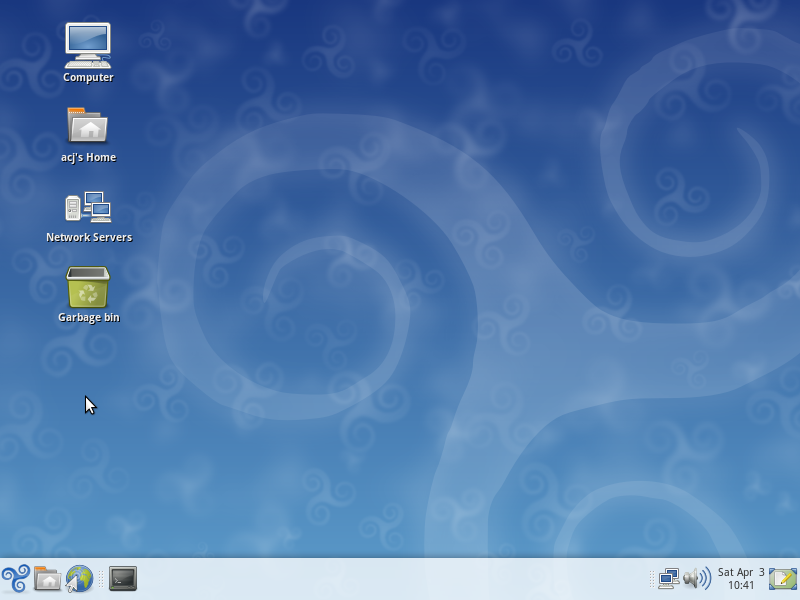
Trisquel 3.5

Certaines variantes diffèrent par leur philosophie, dans l’acceptation ou non d’éléments non libres.
Ces variantes éthiques sont théoriquement indépendantes de l’environnement graphique et de l’usage, mais ont souvent un impact sur ceux-ci au niveau fonctionnel.
Les principales sont :
- gNewSense, totalement libre selon les critères de la FSF ;
- Trisquel, totalement libre selon les critères de la FSF.

### Variantes locales
Des variantes locales qui sont adaptées à un lieu ou à une langue particulière existent. Par exemple Guadalinex en espagnol.

## Autres projets liés
Le projet Wubi cherche à faciliter la transition depuis Windows. Il permet d’installer et de désinstaller Ubuntu (ou ses variantes officielles) comme un logiciel pour Microsoft Windows.
Il existe des logiciels qui facilitent l’installation de codecs vidéo et de pilotes qui ne peuvent être intégrés dans la distribution officielle :
- Ubuntu RTU[9] ;
- remastersys, permet de créer une Live CD/DVD personnalisée d'Ubuntu jusqu'à la version 14.04.

Le projet freeduc-sup, orienté vers les écoles supérieures, propose des paquets pour Kubuntu (anciennement une déclinaison du LiveCD freeduc-cd).